# گری ترودو
گری ترودو (انگلیسی: Garry Trudeau؛ زادهٔ ۲۱ ژوئیهٔ ۱۹۴۸) یک کارتونیست، روزنامه‌نگار و کارگردان فیلم اهل ایالات متحده آمریکا است. وی از سال ۱۹۷۰ میلادی تا کنون مشغول فعالیت بوده‌است.
همچنین برندهٔ جوایزی همچون جایزه پولیتزر و جایزه اسکار بهترین پویانمایی کوتاه شده‌است.